# Incilius pisinnus
Incilius pisinnus é uma espécie de anfíbio anuro da família Bufonidae. É considerada espécie deficiente de dados pela Lista Vermelha do UICN. É endémica do México.